# Bilaua
Bilaua är en ort i Indien.   Den ligger i distriktet Gwalior och delstaten Madhya Pradesh, i den centrala delen av landet, 300 km söder om huvudstaden New Delhi. Bilaua ligger 252 meter över havet och antalet invånare är 20 000.
Terrängen runt Bilaua är platt. Runt Bilaua är det tätbefolkat, med 297 invånare per kvadratkilometer. Närmaste större samhälle är Dabra, 19,1 km söder om Bilaua. Trakten runt Bilaua består till största delen av jordbruksmark.